# Hugo od sv. Viktora
Hugo grof von Blankenburg (Hartinghamm, 1096. ili 1078. – Pariz, 11. veljače 1141.), nazvan Hugo od sv. Viktora po augustinskom samostanu St. Victoire blizu Pariza, čijom je glasovitom školom ravnao od 1133., bio je srednjovjekovni njemački filozof.
Hugo nije tipičan skolastički filozof, jer se priklanja iracionalističko-mističnom smjeru bliskom sv. Bernardu iz Clairvauxa, na kojega je utjecao. Premda pretežito platoničar, te sljedbenik sv. Augustina i kršćanskog neoplatoničara Pseudodionizija Areopagitu, tvar ipak shvaća aristotelovski kao neuništivi sastojak zbiljnosti unatoč svim promjenama. Razmatrajući odnošaj tvari i duha, a napose njihovo jedinstvo (unio) u čovjeku, ustvrđuje kako je sama mogućnost toga jedinstva otajstvo nedostupno razumu koje svjedoči o Božjoj svemoći. Bog, dakle, uspijeva čak i povezati tako oprečna načela kao što su tijelo i duša - koliko god da su razmjerno bliski budući je duša najniža među duhovnim, a tijelo najviše među tvarnim stvarima. 
U svojoj vrlo originalnoj teoriji spoznaje, koju pak drži tek putom prema mističnom životu, Hugo iznosi poznati nauk o "tri oka", primjerena trima različitim predmetima. Mesnato oko spoznaje iskustveni, osjetilni svijet, ono umno dubine vlastita čovjekovog bitka, a ono treće svijet duha i, nadasve, samoga Boga. Riječ je zapravo o tri spoznajne moći, koje Hugo nazivlje cogitatio, meditatio i contemplatio. Ova posljednja priskrbljuje nam visio intellectualis, dohvaćajući čistim mističkim duhovnim zrenjem najvišu istinu o najvišoj zbiljnosti. Nadmoćna je nad pukim mišljenjem, svojstvenim razumu kojim, uz vjeru, inače operira skolastička filozofija. 
Glede same terminologije, ne će nas daleko odvesti ako Hugovo nazivlje tumačimo strogo etimološki, jer sve tri riječi označavaju zapravo neku vrstu promatranja i mišljenja. Sukladno smislu njegove ideje, međutim, pod kogitacijom imamo smatrati empirijsko-racionalnu spoznaju, meditacija je duševna introspekcija, a kontemplacija - mistična intuicija. 
Hugovu je trojnu teoriju spoznaje prihvatio i njegov učenik Richard od sv. Viktora.

## Djela
Djela u: Patrologia latina (Jean Paul Migne ed.), svezak CLXXV - CLXXVII (1844. – 1864.).